# Hacarí
Hacarí è un comune della Colombia facente parte del dipartimento di Norte de Santander.
L'abitato venne fondato da Isidro Garay nel 1780 con il nome "La Palma". Il comune venne istituito nel 1908, mentre l'attuale denominazione venne assunta nel 1930.